# Sida cordifolioides
Sida cordifolioides är en malvaväxtart som beskrevs av Feng. Sida cordifolioides ingår i släktet sammetsmalvor, och familjen malvaväxter. Inga underarter finns listade i Catalogue of Life.